# Ramaria inquinata
Ramaria inquinata är en svampart som beskrevs av Schild 1992. Ramaria inquinata ingår i släktet Ramaria och familjen Gomphaceae.   Inga underarter finns listade i Catalogue of Life.